# Frontera entre Suècia i Finlàndia
La frontera entre Suècia i Finlàndia es la frontera internacional que separa el regne de Suècia de la república de Finlàndia. Gairebé tota la frontera segueix cursos d'aigua: al llarg del riu Torne i els seus afluents fins al golf de Bòtnia. Només uns pocs quilòmetres de la frontera es troben a terra ferma. A causa del tractat de Schengen i la Unió Nòrdica de Passaports, la frontera es pot recórrer lliurement.

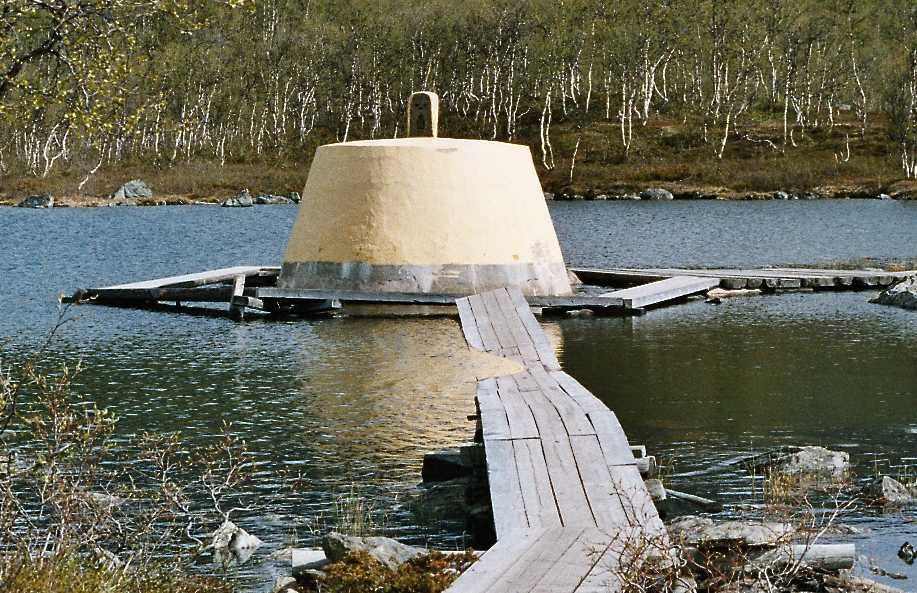
El Treriksröset al llac Koltajärvi.

## Traçat de la frontera

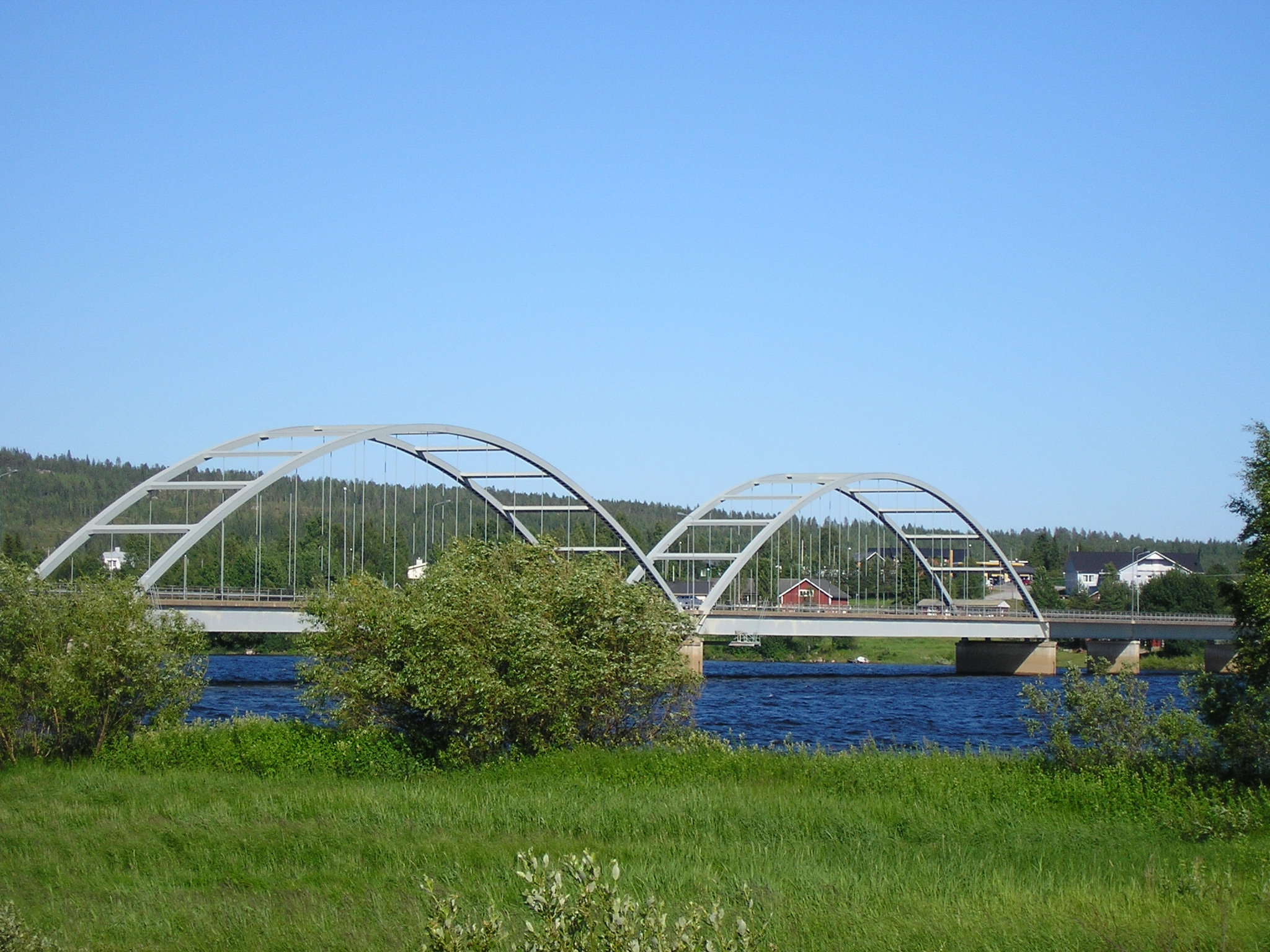
El pont d'Aavasaksa travessa el riu Tornionjoki.

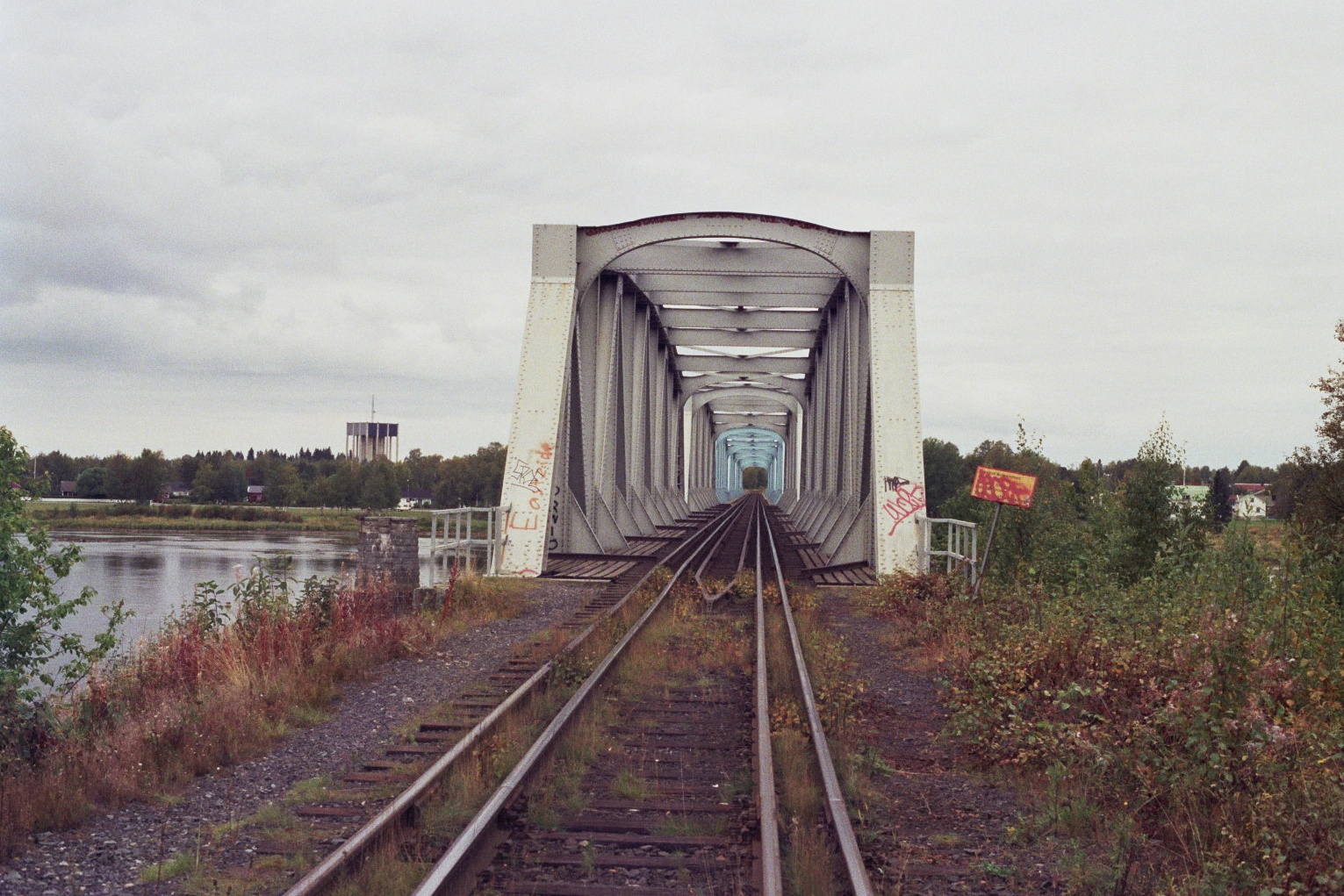
El pont del ferrocarril de Tornionjoki té dos conjunts de pistes amb diferents calibres

El complex traçat fronterer travessa l'illa de Märket.

Al nord, la frontera suecofinlandesa comença a partir del trifini amb Noruega, Treriksröset, situat al llac Koltajärvi prop de Kilpisjärvi, que és també el punt més al nord de Suècia. Els primers 230 metres de la frontera són línies rectes i marcats amb signes de frontera. La frontera continua amb riu fronterer primer al llarg d'un petit riu a Kuohkimajärvi, després de Kuohkimajoki a Kilpisjärvi, després al llarg dels rius Könkämäeno, Muonionjoki i Tornionjoki, un total de 555.5 quilòmetres cap a Tornio. El riu fronterer corre per les parts més profundes dels rius (el tàlveg), i no està marcat amb rètols fronterers; en lloc d'això, la ubicació fronterera es defineix pels mapes oficials del protocol fronterer. Hi ha alguns marcadors fronterers a prop de Tornio on la frontera corre a terra.
En Tornio, la frontera parteix del riu: el centre de Tornio es troba a l'oest del riu, però pertany a Finlàndia. La frontera corre en línia recta perdurant 4,03 quilòmetres entre les ciutats de Tornio i Haparanda, i des d'allí en línies rectes 25,31 km com una frontera marítima principalment a través del mar, però també a través d'illes, inclosa una anomenada Kataja. En 1809 la frontera passava entre les illes Kataja i Inakari, però l'ajustament postglacial els va unir en una sola illa. La frontera continua com a frontera marítima fins a un punt de la badia de Bòtnia, on les aigües territorials finesa i sueca surten una de l'altra.
Les aigües internacionals entre els dos països es divideixen en zones econòmiques. La frontera entre les zones econòmiques transcorre principalment en línies rectes a través de punts de coordenades definides. Hi ha hagut acords sobre les fronteres el 1972 i el 1994. La zona fronterera continua cap al sud fins al nord del Mar Bàltic a un punt on es troba amb la zona fronterera d'Estònia. El trifini entre les zones econòmiques es defineix per un tractat signat el 2001.

## Història
La frontera entre Finlàndia i Suècia va ser creatda el 1809 pel Tractat de Fredrikshamn, quan Suècia va cedir Finlàndia a l'Imperi Rus. El curs de la frontera va ser descrit en l'article cinquè del tractat, sense gran detall. Es va acordar que les fronteres serien el mar d'Åland, el Golf de Botnia, i els rius Torne i Muonio. Les illes marítimes pertanyien al país que les tingués més a prop. A la desembocadura del riu Torniojoki, es va acordar que l'illa Pirkkiö, el port de Röyttä i la ciutat de Tornio pertanyerien a Rússia. Al llarg dels rius, es va acordar que la frontera transcorreria al llarg de la part més profunda del riu (tàlveg). La frontera corria cap al riu Muonio i el riu "passat Kilpisjärvi a Noruega".
| « | ... seguirà el curs del riu Muonio i passarà davant Muonioniska, Muonio Öfreby, Palojoens, Kultane, Enontekis. Kelottijerfvi, Paitiko, Nuimaka, Raunula i Kilpisjaure, fins a Noruega. En el curs dels rius Torneå i Muonio, ja que s'ha designat que les illes situades a l'est del tàlveg pertanyen a Rússia i aquelles a l'oest de tàlveg a Suècia. | » |

El traçat de la frontera fou esmenat en 1810 i més tard s'hi van fer petits canvis. Ha causat "illes de sobirania" que es troben en un país però els seus propietaris viuen a l'altra.
Es va decidir que l'illa de Märket fos dividida en dues parts en una descripció topogràfica feta l'any 1811. Al tractat d'Åland el 1921 es va decidir que la frontera passés pel centre geogràfic de l'illa (definida per coordenades), així com en el tractat de plaques continentals el 1972. El far de Märket, construït en 1885 per Finlàndia i operat per ella, va quedar en el costat suec. El 1981, la frontera de l'illa va ser modificada en una corba per deixar el far al costat finlandès.
Es va acordar inspeccionar regularment la frontera cada 25 anys. Durant la independència de Finlàndia, s'han realitzat inspeccions entre 1926-1927, 1956-1957, 1981 i 2006. Aquestes inspeccions inclouen inspeccionar el curs de la frontera, reparar els senyals de la frontera si és necessari i definir la ubicació de les parts més profundes del riu a través de fotografia aèria i terrestre. Sobretot a les marees i els bancs de sorra dels rius, les parts més profundes es mouen en el lloc. Si la part més profunda s'ha desplaçat, la frontera es pot desplaçar en conseqüència. Per exemple, en la inspecció de 2006, la frontera es va desplaçar en molts llocs, normalment de 10 a 20 metres, però en alguns llocs fins a 100 metres. Una àrea total semblant es pot traslladar d'un país a un altre en ambdues direccions.

## Trànsit
Pel fet que tant Finlàndia com Suècia formen part de la zona Schengen, la frontera es pot creuar a qualsevol lloc. Si el viatger porta productes que es declaren a la duana, la frontera encara es pot creuar a qualsevol lloc, però el viatger ha de contactar amb la duana per declarar els seus béns.
A través de tota la frontera fluvial, a prop de la costa oriental, la Carretera Nacional Finlandesa 21 /E8 corre entre Tornio i Kilpisjärvi. La Carretera Nacional Sueca 99 corre prop de la riba occidental al llarg de la major part de la frontera. Es poden trobar ponts a través del marge del riu a Karesuvanto/Karesuando (carretera 959/E45), Muonio (carretera 954/404), Kolari (carretera 943/403), Pello (carretera 937/402) i a Aavasaksa/Övertorneå (carretera 98). També hi ha dos ponts fluvials a Tornio (un porta l'E4, també Carretera Nacional Finesa 29), però no creuen la frontera. La frontera està travessada per tres carreteres a Haparanda/Tornio. Al sud del centre, el pont del tren al riu Torne creua el riu i la frontera.
A Haparanda/Tornio, hi ha una estació d'autobús comuna a ambdues ciutats, que va ser inaugurada el 2014 i està situada al costat suec prop de la frontera.